# Colin Greening
Colin Peter Greening, född 9 mars 1986, är en kanadensisk professionell ishockeyspelare som är kontrakterad till NHL-organisationen Toronto Maple Leafs och spelar för deras primära samarbetspartner Toronto Marlies i American Hockey League (AHL). Han har tidigare spelat på NHL-nivå för Ottawa Senators och på lägre nivåer för Binghamton Senators i AHL, Aalborg Pirates i Superisligaen och Cornell Big Red (Cornell University) i National Collegiate Athletic Association (NCAA).
Greening draftades i sjunde rundan i 2005 års draft av Ottawa Senators som 204:e spelare totalt.

## Statistik
| 2002–2003            | St. John's Maple Leafs Midget AAA | NLMMHL               | 60  | 24 | 34 | 58  | 48  | —  | — | — | — | —  |
| 2003–2004            | Upper Canada College              |                      | 52  | 30 | 43 | 73  | —   | —  | — | — | — | —  |
| 2004–2005            | Upper Canada College              |                      | 35  | 24 | 22 | 46  | 24  | —  | — | — | — | —  |
| 2005–2006            | Nanaimo Clippers                  | BCHL                 | 56  | 27 | 35 | 62  | 46  | 5  | 3 | 0 | 3 | 2  |
| 2006–2007            | Cornell Big Red                   | NCAA                 | 31  | 11 | 8  | 19  | 26  | —  | — | — | — | —  |
| 2007–2008            | Cornell Big Red                   | NCAA                 | 36  | 14 | 19 | 33  | 41  | —  | — | — | — | —  |
| 2008–2009            | Cornell Big Red                   | NCAA                 | 36  | 15 | 16 | 31  | 28  | —  | — | — | — | —  |
| 2009–2010            | Cornell Big Red                   | NCAA                 | 34  | 15 | 20 | 35  | 31  | —  | — | — | — | —  |
| 2010–2011            | Ottawa Senators                   | NHL                  | 24  | 6  | 7  | 13  | 10  | —  | — | — | — | —  |
|                      | Binghamton Senators               | AHL                  | 59  | 15 | 25 | 40  | 41  | 23 | 1 | 4 | 5 | 13 |
| 2011–2012            | Ottawa Senators                   | NHL                  | 82  | 17 | 20 | 37  | 46  | 7  | 0 | 1 | 1 | 0  |
| 2012–2013            | Ottawa Senators                   | NHL                  | 47  | 8  | 11 | 19  | 11  | 10 | 3 | 1 | 4 | 2  |
|                      | Aalborg Pirates                   | Superisligaen        | 17  | 13 | 12 | 25  | 12  | —  | — | — | — | —  |
| 2013–2014            | Ottawa Senators                   | NHL                  | 76  | 6  | 11 | 17  | 41  | —  | — | — | — | —  |
| 2014–2015            | Ottawa Senators                   | NHL                  | 26  | 1  | 0  | 1   | 29  | —  | — | — | — | —  |
|                      | Binghamton Senators               | AHL                  | 12  | 5  | 2  | 7   | 13  | —  | — | — | — | —  |
| 2015–2016            | Ottawa Senators                   | NHL                  | 1   | 0  | 0  | 0   | 0   | —  | — | — | — | —  |
|                      | Binghamton Senators               | AHL                  | 41  | 7  | 6  | 13  | 52  | —  | — | — | — | —  |
| NHL totalt           | NHL totalt                        | NHL totalt           | 256 | 38 | 49 | 87  | 137 | 17 | 3 | 2 | 5 | 2  |
| AHL totalt           | AHL totalt                        | AHL totalt           | 112 | 27 | 33 | 60  | 106 | 23 | 1 | 4 | 5 | 13 |
| Superisligaen totalt | Superisligaen totalt              | Superisligaen totalt | 17  | 13 | 12 | 25  | 12  | —  | — | — | — | —  |
| NCAA totalt          | NCAA totalt                       | NCAA totalt          | 137 | 55 | 63 | 118 | 126 | —  | — | — | — | —  |